# 刚果国家广播公司
刚果国家广播公司 (RTNC)是刚果民主共和国的国家广播公司。于1971年成立，它是在一个新闻自由状况不佳的国家由政府控制的。 目前以林加拉语、法语和英语三种语言广播。